# Steinhoff International Holdings
Steinhoff International Holdings è una società di mobili quotata alla Borsa di Francoforte e a quella di Johannesburg, con sede ad Amsterdam e sede operativa principale a Sandton (Johannesburg / Sudafrica), le cui radici affondano nell'industria tedesca del mobile.

## Storia
Nel 1964 l'imprenditore tedesco Bruno Steinhoff fondò la società originale Steinhoff a Westerstede, nella Bassa Sassonia,  come agenzia e vendita di mobili Bruno Steinhoff. La società si specializzò rapidamente nell'importazione di mobili da quella che allora era l'Europa del blocco orientale e poi rivenderli a Ovest. Dopo la caduta della cortina di ferro e la riunificazione della Germania, l'azienda ha rilevato alcuni degli ex fornitori nei nuovi stati federali e ha incrementato la produzione nell'Europa orientale. Nel 1989 il gruppo aveva 530 dipendenti e nel 1996 più di 5.000.
Nel 1997 la società rilevò il 35% della compagnia sudafricana Gommagomma arrivando ben presto ad avere l'intero capitale. A quel punto la società è stata ristrutturata, nel 1998 la sede centrale è stata spostata a Johannesburg attratta dai bassi costi di produzione e quotata come Steinhoff International Holdings Ltd anche alla Borsa di Johannesburg. Da quel momento la società si espanse in ogni continente: attraverso ulteriori acquisizioni, soprattutto in Africa, Australia e Gran Bretagna, il gruppo è cresciuto fortemente negli anni 2000 mentre le fabbriche di mobili della Germania orientale furono chiuse. Il 13 ottobre 2023 Steinhoff è stata ufficialmente liquidata.

### L'espansione
Nel 2005 la società ha acquisito per 86 milioni di sterline il gruppo inglese Homestyle e, dopo l'acquisizione nel 2011 della catena di vendita al dettaglio di mobili francese Conforama (con 200 negozi sparsi in vari paesi europei) per 1,2 miliardi di dollari, Steinhoff è diventato il secondo più grande rivenditore di mobili in Europa dopo IKEA. Bruno Steinhoff, trasferitosi anche lui a Johannessburg, è rimasto presidente esecutivo del gruppo sino al 2008 per poi essere presente nel consiglio di sorveglianza sino al 2018.
Nel 2015, Steinhoff ha acquistato da Christo Wiese, uno degli uomini più ricchi del Sud Africa, il gruppo Pepkor, anche lui produttore di mobili e con una capillare presenza in Africa, per 5,7 miliardi di dollari in contanti e azioni. Grazie allo scambio di azioni Christo Wiese è diventato il primo azionista del gruppo con una partecipazione del 20% (Bruno Steinhogg è sceso al 5%) e l'operazione ha più che raddoppiato la capitalizzazione di mercato di Steinhoff. Nell'agosto 2015, Steinhoff International ha annunciato che avrebbe trasferito la sua quotazione iniziale alla Borsa di Francoforte con effetto dal 7 dicembre 2015. A questo scopo, tutte le azioni della Steinhoff International Holdings Limited sudafricana avrebbero dovuto essere scambiate con azioni della holding olandese Steinhoff International Holdings NV con sede ad Amsterdam. Obiettivo: la società sarebbe stata quotata alla Borsa di Francoforte e, come quotazione secondaria, alla Borsa di Johannesburg. La gestione sarebbe invece rimasta in Sud Africa. Pochi giorni prima dell'IPO di Francoforte, c'è stato un raid degli investigatori fiscali dell'ufficio del pubblico ministero di Oldenburg sulla filiale europea di Steinhoff. Il primo corso a Francoforte è stato determinato a 5,00 euro. Il 4 marzo 2016, Deutsche Börse ha deciso di includere Steinhoff nell'MDAX dal 21 marzo 2016. Il 24 marzo 2020, Steinhoff è passato alla SDAX.
Nel marzo 2016, Steinhoff ha annunciato di stare per rilevare il rivenditore di elettrodomestici Darty. In questo modo Steinhoff voleva prevenire una fusione tra Darty e il suo concorrente Fnac.  Alla fine l'ha invece spuntata all'asta proprio Fnac. Allo stesso tempo, Steinhoff ha annullato un'acquisizione precedentemente pianificata dell'Home Retail Group.
Nel giugno 2016 il gruppo ha rilevato per 597 milioni di sterline il discount britannico Poundland, che vende tutti gli articoli nei suoi negozi a una sterlina ciascuno. Il prezzo d'acquisto è poi aumentato un paio di mesi più tardi a 610 milioni di sterline.  Sempre nell'agosto 2016, Steinhoff ha annunciato l'acquisizione anche di Mattress Firm, il più grande rivenditore di materassi negli Stati Uniti, per 3,4 miliardi di euro. Alla fine di una aggressiva campagna di acquisti, facevano capo al gruppo una quarantina di catene di retail in 30 paesi con oltre 12.000 negozi e 130.000 dipendenti.

### La crisi dal 2017
Il 5 dicembre 2017 sono state ammesse irregolarità contabili nel bilancio di Steinhoff. Il CEO Markus Jooste ha promesso di parlarne quella sera. Invece, ha inviato un'e-mail ad alcuni colleghi ammettendo di aver "commesso alcuni grandi errori e causato perdite finanziarie a molte persone innocenti". E si è dimesso. Già in precedenza la società di revisione Deloitte aveva negato al Gruppo il parere di audit. Il giorno successivo l'azione Steinhoff ha perso in Borsa il 60% del suo prezzo scendendo ad un valore di 35 centesimi nella stessa settimana. Dopo le dimissioni di Jooste, la società è stata temporaneamente gestita dal principale azionista e presidente del consiglio di sorveglianza Christo Wiese il quale il 14 dicembre 2017 si è dimesso da tutte le cariche con effetto immediato. Heather Sonn, membro indipendente del Consiglio di vigilanza, ha assunto lui questi compiti su base temporanea mentre alla società Pwc è affidato il compito di ricostruire la veridicità dei bilanci.  Il 19 dicembre 2017, Danie van der Merwe è stata nominata CEO.
Entro il 21 dicembre 2017, la società ha perso oltre il 90% del suo valore in 14 giorni e sono bruciati più di 15 miliardi di capitalizzazione. Moody's declassa i titoli della società a livello "junk", spazzatura.  Quell'anno la società ha registrato una perdita operativa di 3,7 miliardi di euro e di 1 nell'anno successivo. L'esposizione, afferma Bloomberg, è di 18 miliardi (6 a breve nei confronti di Standard Bank, Citigroup, Bnp Paribas, Bank of America, FirstRand) mettendo in imbarazzo la stessa Banca centrale europea che detiene parte dei bond dell'azienda. Oltre a tutto lo stesso Christo Wiese è esposto nei confronti degli istituti di credito dopo un finanziamento nel 2016. La perdita di valore delle azioni ha messo in difficoltà anche il principale fondo pensionistico del Sud Africa, il Public Investment Corporation (Pic) che aveva quasi il 9% del gruppo. In pochi giorni il valore di quella partecipazione era passato da 20 a 3,6 miliardi di dollari.
All'inizio del 2018, l'Autorità federale di vigilanza finanziaria e l'Ufficio del pubblico ministero di Oldenburg hanno avviato procedimenti di indagine indipendentemente l'uno dall'altro. Le principali accuse: falso in bilancio e insider trading.
Nell'aprile 2018 la catena austriaca di negozi di mobili XXXLutz rileva da Steinhoff il discount Poco per 266,25 milioni di euro. Dal 2008, Poco era controllata al 50% da Steinhoff International e al 50% dal Gruppo XXXLutz.
All'inizio di giugno 2018, la controllata Kika / Leiner, che impiega circa 5.000 persone, ha annullato l'assicurazione crediti con il rischio di fallimento e con l'obbligo di pagare le ferie alla fine di giugno 2018. Dopo la voce di un interessamento da parte di XXXLutz, il 14 giugno 2018 Signa Holding, società controllata dall'investitore immobiliare tirolese René Benko, ha acquisito Kika / Leiner da Steinhoff. Con la vendita, il CFO Philip Diepernik, nominato nel gennaio 2018, ha cercato di scongiurare la minaccia di bancarotta.
Nell'agosto 2018 Steinhoff ha anche deciso di trasferire Steinhoff Europa AG (SEAG) e Finance Holding da Brunn am Gebirge (Bassa Austria) a Cheltenham (Gran Bretagna). Nell'ottobre 2018, quindi solo due anni dopo l'acquisizione, finì in bancarotta salvandosi due mesi più tardi con il ricorso al Chapter 11 ed effettuando una profonda ristrutturazione finanziaria.

#### Transazioni fittizie dal 2009 al 2017
Un'indagine di PricewaterhouseCoopers, richiesta da Steinhoff, ha riferito nel marzo 2019 che "un piccolo gruppo di ex dirigenti del Gruppo Steinhoff e altri dirigenti non Steinhoff, guidati da un dirigente di alto livello, ha strutturato e implementato varie transazioni per un certo numero di anni che hanno avuto il risultato di inflazionare in modo sostanziale i valori degli utili e delle attività del gruppo Steinhoff per un periodo prolungato". Il report ha proseguito affermando: "Sembra che il gruppo Steinhoff abbia concluso una serie di transazioni (alcune delle quali fittizie o irregolari) con entità terze presumibilmente indipendenti che ha provocato l'inflazione dei profitti e dei valori delle attività". Il rapporto ha rivelato che le transazioni irregolari con otto aziende non legate al gruppo Steinhoff dal 2009 al 2017 ammontavano a 7,36 miliardi di dollari. Nel marzo 2019 il prezzo delle azioni della società era ancora inferiore del 96% rispetto al suo valore prima che scoppiasse lo scandalo. Nel settembre 2019, durante una presentazione ai propri investitori, la società ha annunciato le sue intenzioni di vendere attività non al dettaglio e tagliare i posti di lavoro presso la catena di vendita al dettaglio francese Conforma e affrontare urgentemente il suo debito di oltre 10 miliardi di dollari.